# Нахман Авигад
Нахман Авигад (на иврит: נחמן אביגד) е израелски археолог.
Роден е на 25 септември 1905 година в Завалов край Тернопил, по това време в Австро-Унгария, в еврейско семейство. Започва да учи архитектура в Бърно, но през 1926 година емигрира в Подмандатна Палестина, където се включва в разкопките на синагогите в Бейт Алфа и Хамат Гадер. От 1949 година преподава в Еврейския университет в Йерусалим, където през 1952 година защитава докторат върху гробниците в долината Кедрон. През следващите години се утвърждава като един от водещите израелски епиграфисти.
Нахман Авигад умира на 28 януари 1992 година в Йерусалим.